# Salmer og Aandelige Sange
Salmer og aandelige Sange, Halvhundred nye Melodier for Hjem, Kirke og Skole er en sangbog udgivet i 1919 med Carl Nielsens nykomponerede salmemelodier. 
Størstedelen af kompositionerne stammede fra januar-april 1914, da Nielsen blev opfordret af præsten Valdemar Brücker til at skrive nye melodier til gamle salmer.
Sangbogen indeholder 49 melodier, heriblandt
melodierne til Forunderligt at sige og Min Jesus, lad mit hjerte få.
Af salmer havde Carl Nielsen nogle år før i 1910 komponeret Påskeblomst! hvad vil du her.